# Nationale Sicherheitsbehörde (Taiwan)
Die Nationale Sicherheitsbehörde (chinesisch 國家安全局, Pinyin Guójiā Ānquán Jú, englisch National Security Bureau, NSB) ist der hauptsächliche Nachrichtendienst der Republik China (Taiwan). Als Behörde untersteht er dem Nationalen Sicherheitsrat.

## Geschichte
Die Organisation wurde 1955 durch eine Direktive des Präsidenten der Republik, Chiang Kai-shek, gegründet, um alle sicherheitsrelevanten Verwaltungsorganisationen, Militärbehörden und KMT-Organisationen in Taiwan zu überwachen und zu koordinieren. Die Organisation kann damit als Nachfolgeorganisation des Büro für Ermittlungen und Statistik der alten Republik China (1912–1949) angesehen werden. Anfangs verfügte das NSB nicht über eigene Beamte oder Mitarbeiter im Außendienst. Jedoch baute das NSB bald seine eigenen Nachrichtendienstmitarbeiter im Außendienst und einen Ausbildungsdienst auf. Mit Gründung des National Security Council 1967 wurde das NSB diesem unterstellt. Als Teil des Unterdrückungsapparats des autoritären Regimes der Kuomintang war der Dienst in der Bevölkerung gefürchtet. Der Dienst war 1980 an der Ermordung des Anwalts und Oppositionspolitikers Lin I-hsiung und seiner Familie beteiligt.
Mit der Demokratisierung Taiwans wurden verschiedene Reformen eingeleitet und das NBS 1993 zu einer regulären Behörde umgewandelt, welche zu Rechtsstaatlichkeit und zu politischer Neutralität verpflichtet ist. Die Neutralität des Dienstes wurde allerdings infrage gestellt. So wurde die Loyalität der NSB-Beamten gegenüber der Demokratischen Fortschrittspartei (DPP) angezweifelt. Traditionell werden die Mitarbeiter von Strafverfolgungsbehörden, Nachrichtendiensten und militärischen Organisationen in Taiwan als pan-blau bezeichnet, da die meisten von ihnen lebenslange Mitglieder der Kuomintang waren. Während die DPP an der Macht war, wurde das NSB jedoch von der KMT und der People First Party wegen angeblichen Machtmissbrauchs angegriffen. Trotz der Erklärungen mehrerer NSB-Generaldirektoren zur politischen Neutralität der Organisation ist es zu einigen kontroversen Vorfällen gekommen. Auch einige Skandale und Korruptionsaffären kamen in der Vergangenheit ans Licht.
Der ehemalige Finanzchef des NSB, Liu Kuan-chun, wurde verdächtigt, mehr als 192 Mio. Taiwan-Dollar (5,65 Mio. US-Dollar) an Geldern veruntreut zu haben, die am 4. April 1999 vom Außenministerium zur Pflege der Außenbeziehungen Taiwans überwiesen wurden. Liu verließ am 3. September 2000 das Land in Richtung Shanghai, VR China. Im Januar 2002 tauchte er in Bangkok wieder auf und setzte sich dann nach Nordamerika ab.
Am Nachmittag des 19. März 2004 wurden Präsident Chen Shui-bian und Vizepräsidentin Annette Lu am Tag vor den Präsidentschaftswahlen durch Schüsse verletzt, als sie in Tainan Wahlkampf machten. Dieser Gewaltakt löste in Taiwan einen Schock aus und führte zu einer ernsthaften Personalüberprüfung. Der Kontroll-Yuan stellte in einem Bericht fest, dass das NSB am 18. März 2004 Informationen über ein mögliches Attentat auf den Präsidenten erhalten habe, diese aber nicht ernst genommen habe. Zahlreiche Mitarbeiter des Dienstes wurden deshalb ihres Amtes enthoben, einschließlich des Leiters.
Der Dienst ist hauptsächlich auf die Abwehr der Bedrohung ausgerichtet, welche von der Volksrepublik China ausgeht, die Anspruch auf Taiwan erhebt und versucht, die politischen und militärischen Strukturen der Republik China zu infiltrieren. 2019 wurden nach einer Reihe von Spionageskandalen in Taiwan mit dem Anti-Infiltrations-Gesetz unter der DPP-Regierung von Tsai Ing-wen die Gesetzgebung gegen Spionage deutlich verschärft. Das NBS hat infolge der zunehmend bedrohlichen Rhetorik von Seiten der Volksrepublik den Austausch von Informationen mit befreundeten Nachrichtendiensten verstärkt.

## Organisation

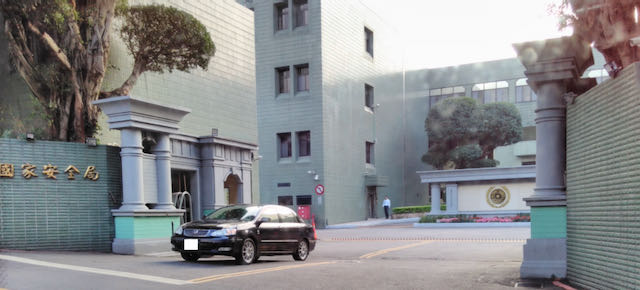
Haupteingang des Hauptquartiers in Taipeh

### Abteilungen
- Abteilung Ausland
- Abteilung Volksrepublik China
- Abteilung Taiwan
- Abteilung Analyse
- Abteilung Wissenschaftliche und technologische Aufklärung und Telekommunikationssicherheit
- Abteilung Kontrolle und Entwicklung von Geheimcodes und Einrichtungen
- Abteilung Informationssicherheit

### Zentren
- Kommandozentrale des Sonderdienstes: Sicherheit und Schutz des Präsidenten
- Zentrum für Telekommunikationstechnologie
- Ausbildungszentrum

## Leiter
Traditionell waren die aufeinanderfolgenden Behördenleiter ausschließlich Militärs im Rang eines Drei-Sterne-Generals, was sich jedoch in den letzten Jahren geändert hat. Im Jahr 2003 ernannte Präsident Chen Shui-bian Wang Ginn-wang, einen ehemaligen Generaldirektor der Nationalen Polizeibehörde mit polizeilichem Hintergrund, zum stellvertretenden Generaldirektor des NSB.
Bisherige NSB-Direktoren
- Cheng Chieh-ming (1954–1959)
- Chen Ta-ching (1959–1962)
- Hsia Chi-ping  (1962–1967)
- Chou Chung-feng (1967–1972)
- Wang Yung-shu (1972–1981)
- Wang Ching-hsu (1981–1985)
- Song Hsin-lien (1985–1993)
- Yin Tsung-wen (1993–1999)
- Ting Yu-chou (1999–2001)
- Tsai Chao-ming (2001–2004)
- Hsueh Shih-ming (2004–2007)
- Shi Hwei-yow (2007–2008)
- Tsai Chao-ming (2008–2009)
- Tsai De-sheng (2009–2014)
- Lee Shying-jow (2014–2015)
- Yang Kuo-chiang (2015–2016)
- Peng Sheng-chu (2016–2019)
- Ko Cheng-heng (2019) (Interimsweise)
- Chiu Kuo-cheng (2019– 2021)
- Chen Ming-tong (2021–2023)
- Tsai Ming-yen (2023–)